# Lecanora swartzii
Lecanora swartzii är en lavart som först beskrevs av Erik Acharius, och fick sitt nu gällande namn av Erik Acharius. Lecanora swartzii ingår i släktet Lecanora, och familjen Lecanoraceae. Enligt den finländska rödlistan är arten otillräckligt studerad i Finland. Arten är reproducerande i Sverige. Artens livsmiljö är klippor (inklusive flyttblock).